# Власиха (Шарьинский район)
Власиха — упразднённая деревня в Шарьинском районе Костромской области России. Входила в состав Ивановского сельского поселения. Исключена из учётных данных в 2025 году.

## География
Деревня расположена у реки Хмелевица (по другим данным — у речки Власиха).

## История
Согласно Спискам населенных мест Российской империи в 1872 году деревня относилась к 2 стану Ветлужского уезда Костромской губернии. В ней числилось 11 дворов, проживало 34 мужчины и 27 женщин.
Согласно переписи населения 1897 года в деревне проживало 155 человек (75 мужчин и 80 женщин).
Согласно Списку населенных мест Костромской губернии в 1907 году деревня относилась к Печенкинской волости Ветлужского уезда Костромской губернии. По сведениям волостного правления за 1907 год в деревне числилось 30 крестьянских дворов и 185 жителей. Основными занятиями жителей деревни были рогожный и лесной промыслы.
До 2010 года деревня относилась к Печёнкинскому сельскому поселению.

## Население
| 2008 | 2010 | 2014 |
| ---- | ---- | ---- |
| 1    | ↘0   | ↗1   |